# Calopsis dura
Calopsis dura là một loài thực vật có hoa trong họ Restionaceae. Loài này được Esterh mô tả khoa học lần đầu tiên năm 1985.